# サンクトペテルブルクの行政区画
サンクトペテルブルクの行政区画（サンクトペテルブルクのぎょうせいくかく）では、ロシア連邦の連邦市、サンクトペテルブルクの行政区画について記述する。
サンクトペテルブルクは2005年7月25日以降、18の行政区（районラヨン）、行政区以下111の市内地区（81の市オクルグ(муниципальный округ)、
9の町(городов)、21の集落(посёлок)）からなる。

## 行政区画
| - 1. アドミラルティ区 - 2. ワーシリエオストロフ区 - 3. ヴィボルグ区 - 4. カリーニン区 - 5. キーロフ区 - 6. コルピノ区 - 7. クラスノグヴァールジェイスク区 - 8. クラスノセルスク区 - 9. クロンシュタット区 | - 10. クロールト区 - 11. モスクワ区 - 12. ネヴァ区 - 13. ペトログラード区 - 14. ペトロドヴォレツ区 - 15. プリモルスク区（沿海区） - 16. プーシキン区 - 17. フルンゼ区 - 18. 中央区 |

- 行政区(サンクトペテルブルクの管轄下)

サンクトペテルブルク市の行政区

  - アドミラルティ区（Адмиралтейский）
  - ワーシリエオストロフ区（Василеостровский）
  - ヴィボルグ区（Выборгский）
  - カリーニン区（Калининский）
  - キーロフ区（Кировский）
  - コルピノ区（Колпинский）
  - クラスノグヴァールジェイスク区（Красногвардейский）
  - クラスノセルスク区（Красносельский）
  - クロンシュタット区（Кронштадтский）
  - クロールト区（Курортный）
  - モスクワ区（Московский）
  - ネヴァ区（Невский）
  - ペトログラード区（Петроградский）
  - ペトロドヴォレツ区（Петродворцовый）
  - プリモルスク区（沿海区）（Приморский）
  - プーシキン区（ロシア語版）（Пушкинский）
  - フルンゼ区（Фрунзенский）
  - 中央区（Центральный）